# Yves Velan
Yves Velan, (San Quintín (Aisne) , 29 de agosto de 1925 – La Chaux-de-Fonds, 6 de mayo de 2017) fue un escritor suizo.

## Biografía
Velan estudió literatura en Lausanne, donde se unió en la Sociedad de Belles Lettres, y trabajó dos años como lector en la Universidad de Florencia. En 1950 fue uno de los fundadores de la editorial cooperativa izquierdista Éditions Rencontre donde publicaron la revista La revue Rencontre.
Como comunista, fue miembro del Partido Suizo del Trabajo desde el final de la guerra hasta 1957. Se le negó el trabajar y fue excluido de dar clases en el Cantón de Vaud. Se trasladó a La Chaux-de-Fonds, Cantón de Neuchâtel donde dio clases de literatura hasta su retiro en 1991. A finales de los sesenta, dejó temporalmente el Neuchâtel Jura para dar clases de literatura francesa en la Universidad de Illinois en Urbana-Champaign.
Su primera novela Je fue publicado en 1959 en París. También publicó dos novelas, La Statue de Condillac retouchée (1973), Soft Goulag (1977) y un ensayo Contre-pouvoir, donde responde a preguntas culturales. Aparte de estos libros, hizo numerosos escritos y entrevistas, un poema-ensayo Onir (1974), un cuento Le Chat muche (1986). Además, entre 1950 y 1980, tuvo una importante actividad crítica publicada en Francia, Estados Unidos y la Suiza francófona.

## Otras fuentes
- Écrivain vaudois
- A contre temps, huitante textes vaudois de 1980 à 1380, p. 37
- Hadrien Buclin, Entre culture du consensus et critique sociale. Les intellectuels de gauche dans la Suisse de l'après-guerre (1945-1968), Thèse de doctorat, Université de Lausanne, 2015.
- Alain Nicollier, Henri-Charles Dahlem, Dictionnaire des écrivains suisses d'expression française, vol. 2, p. 874-877
- Histoire de la littérature en Suisse romande, under the dir. de R. Francillon, vol. 3, p. 445-456
- La Revue de Belles-Lettres, 1992, no 3-4 La machine Velan devoted to Yves Velan

- Esta obra contiene una traducción  derivada de «Yves Velan» de Wikipedia en inglés, publicada por sus editores bajo la Licencia de documentación libre de GNU y la Licencia Creative Commons Atribución-CompartirIgual 4.0 Internacional.

- Datos: Q122816